# كريشنا بارات
كريشنا بارات (بالإنجليزية: Krishna Bharat)‏ هو عالم حاسوب ومهندس أمريكي، ولد في 7 يناير 1970.